# Discours positif
Le terme de discours positif est employé en contraste avec les autres formes de discours (discours normatif, croyance, opinion, idéologie, etc.). 
C'est en particulier Michel Foucault qui, dans Les mots et les choses puis dans l'Archéologie du savoir, définit le discours positif. Il définit d'une part le discours, d'autre part la positivité. 